# Eğirdir
Eğirdir là một huyện thuộc tỉnh Isparta, Thổ Nhĩ Kỳ. Huyện có diện tích 1520 km² và dân số thời điểm năm 2007 là 39064 người, mật độ 26 người/km².